# Wmii
wmii è un window manager con layout dinamici per il sistema grafico X Window System.
Utilizza un sistema di configurazione altamente personalizzabile, non occupa molto spazio e supporta vari tipi di organizzazione delle finestre:
- Floating Layout: disposizione convenzionale.
- Tiled Layout: disposizione in orizzontale con un frame principale.
- Vertical Layout: disposizione in verticale.
- Grid Layout: disposizione a scacchiera.

## Caratteristiche
wmii utilizza come linguaggio di scripting per la configurazione rc, la shell originale di Plan 9.